# Vampirolepis fraterna
Vampirolepis fraterna är en plattmaskart som först beskrevs av Stiles 1906.  Vampirolepis fraterna ingår i släktet Vampirolepis och familjen Hymenolepididae. Inga underarter finns listade i Catalogue of Life.